# Zero Two
Zero Two (ゼロツー Zero Tsū?), también llamada Code:002 (コード:002 Kōdo:002?) y 9'℩ (ナインイオタ Nain Iota?), es un personaje ficticio del anime japonés Darling in the Franxx de A-1 Pictures, Trigger y CloverWorks. Fue diseñada como el personaje e ícono más destacado de la serie. Zero Two es una forma de vida creada artificialmente que aspira a convertirse en un ser completamente humana y una piloto de élite con una reputación infame como la «asesina de socios». Es bien conocida por dirigirse a Hiro, el protagonista, con el término epónimo «darling».
Zero Two es considerada uno de los personajes más populares de Darling in the Franxx y su personalidad ha sido bien recibida tanto por los fanáticos como por los críticos, y estos últimos suelen citarla como uno de los mejores aspectos de la serie.

## Creación y diseño
Zero Two tuvo el proceso de diseño más laborioso y fue diseñada para ser un personaje icónico que actuara como buque insignia de Darling in the Franxx. El personal creativo de la serie llegó al consenso de que ella debería ser el personaje más llamativo. La inspiración para el diseño del anime de Zero Two provino del diseñador de personajes Masayoshi Tanaka y del director Atsushi Nishigori. Tanaka explicó que el equipo de diseño estaba más concentrado en «qué tipo de existencia tenía Zero Two», en lugar de su apariencia, comenzando con una imagen vaga de una «estudiante de transferencia ruda». Los conceptos de diseño iniciales de Zero Two fueron sustancialmente moderados en comparación con su apariencia final, apareciendo de forma más pequeña, tranquila y de cabello oscuro, antes de que el equipo de diseño decidiera que el diseño no funcionaba con la personalidad deseada. Su cabello originalmente oscuro se cambió por rosa para ayudar a comercializarla como el ícono de la serie. Tanaka adaptó el diseño original para la reina de los Klaxosaurios. El equipo creativo consideró su objetivo de hacer de Zero Two un personaje icónico como un éxito, citando la abundancia de cosplays y fanarts. Cuando los fans le preguntaron, Nishigori declaró que Zero Two era su personaje favorito en la serie, pero expresó que estaba más «atraído por su personalidad carismática» que por su atractivo romántico.
Zero Two es una piloto de élite que originalmente pertenecía a la unidad de fuerzas especiales con una reputación infame como la «asesina de socios» debido a que ninguno de sus copilotos anteriores había sobrevivido a los últimos tres viajes. Como una híbrido creada artificialmente entre humanos y klaxo sapiens (una especie cibernética parecida a un dinosaurio que habitó la Tierra hace millones de años), posee habilidades sobrehumanas como una mayor fuerza y una rápida regeneración. Comúnmente vista por otros como un monstruo, Zero Two posee características físicas bestiales como dos pequeños cuernos rojos y colmillos. Comenzó a perseguir su ambición de volverse completamente humana después de conocer al protagonista Hiro en su juventud, y con frecuencia cuestiona el significado de la humanidad. Zero Two tiene una personalidad segura y asertiva, además de ser consistentemente rebelde hacia el gobierno mundial colectivista y cuasi teocrático representado en la serie.
Cuando era niña, era significativamente más bestial por naturaleza, con piel roja, sangre azul, cuernos más largos, dientes más afilados, y se la describió con ojos «llenos de odio por el mundo». Al crecer, Zero Two adquirió una apariencia significativamente más similar a un humanoide, con sangre roja y piel clara.

## Apariencia

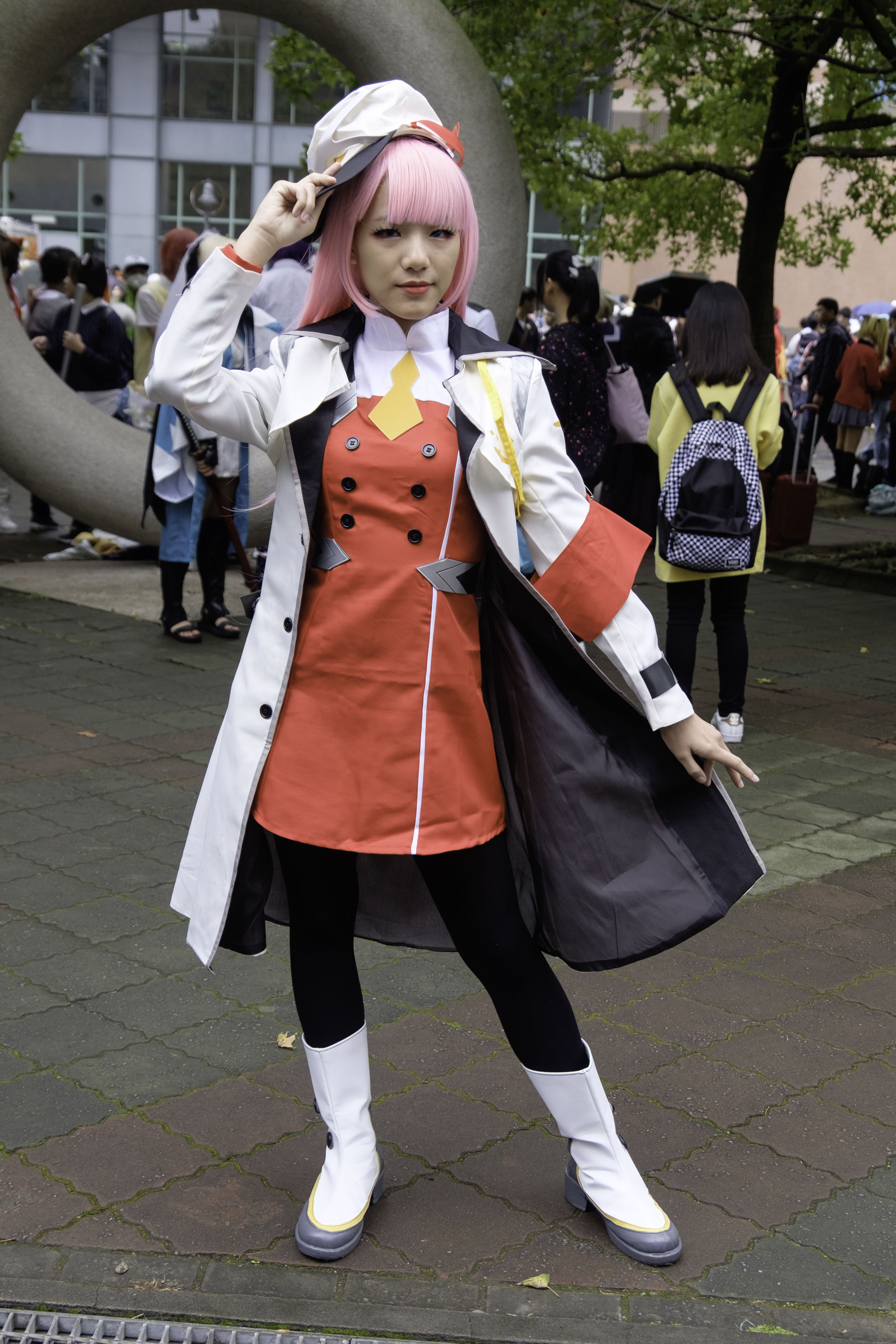
Cosplay de Zero Two, uno de los personajes más populares de Darling in the Franxx.

El conjunto completo de Zero Two está compuesto por una gorra militar blanca , un abrigo y unas botas a juego. A menudo se la ve vestida con su característico uniforme militar rojo, polainas negras y botas blancas. Originalmente, Zero Two llevaba el traje de pistilo de los 9's: un traje rojo con detalles en blanco. Después de ser asignada al Escuadrón 13, adoptó el uniforme Pistil estándar del escuadrón: un traje blanco con acentos rojos.
Zero Two, una piloto de élite que pertenece a las fuerzas especiales de APE, es una chica misteriosa y rebelde a la que a menudo se le llama un monstruo debido a sus cuernos rojos y sangre de klaxosaurio. También es conocida como la «asesina de compañeros», ya que todos los compañeros que pilotean Strelizia con ella siempre mueren después de montar tres veces con ella como máximo, siendo Hiro la única excepción. Ella siempre llama a Hiro como su «darling». Se desconoce su verdadera edad, pero su mayor deseo es volverse completamente humana para poder reunirse con una persona importante de su pasado, que resultó ser Hiro. Desde niña, se inspiró en un libro llamado «La Bestia y el Príncipe», que señala es similar a las circunstancias de ella y Hiro. Ella comienza a crear su propia versión de la historia, pero intencionalmente dejó la última página en blanco debido a la probabilidad de que tenga que separarse de Hiro.
Más tarde descubre que es un clon de la Princesa Klaxosaurio creada por el Dr. Franxx. Cuando Hiro se ve obligado a vincularse con la princesa, Zero Two puede conectarse mentalmente con Strelizia para salvarlo y evitar que VIRM destruya el planeta, pero esto dejó su cuerpo catatónico. Mentalmente, continuó luchando contra VIRM en una batalla galáctica en el espacio. Ella y Hiro se vuelven a conectar, lo que permite a Zero Two fusionarse con Strelizia, convertirse en Strelizia True Apus y dominar al VIRM. Ella y Hiro luego se separan de sus amigos, pero prometen regresar. En el episodio final, Zero Two y Hiro están casi derrotados, pero se sacrifican para destruir el planeta natal de VIRM y liberar las almas atrapadas por VIRM. En algún momento en el futuro, se reencarnan en dos niños.

## En la cultura popular
El 5 de marzo de 2018, Kim Kardashian West publicó una foto de Zero Two en su perfil de Instagram, afirmando que el personaje fue la inspiración para su peinado.
Zero Two se convirtió en el tema de muchos memes de Internet. Una escena de una conversación emocional entre Zero Two y Hiro se convirtió en un meme cuando los fanáticos se dieron cuenta de que la animación hacía que los movimientos de su boca fueran fáciles de manipular y copiar con un audio sin sentido. Las ediciones populares incluían audio, como sonidos de conexión de módem de acceso telefónico o música popular. El meme comenzó cuando un usuario de Tumblr publicó una edición con ladridos sobre los dos personajes. La escena se origina en el episodio 15 de Darling in the Franxx. En noviembre de 2020, una edición de video de Zero Two bailando un remix de «2 Phút Hơn» se volvió viral. El baile en sí fue tomado de «ME!ME!ME!». La tendencia se originó en China cuando TikTokers comenzaron a imitar el baile. La canción y el clip asociado de Zero Two aparecieron en memes populares.

## Recepción

### Mercancías
Se han anunciado varias figuras de acción basadas en Zero Two. En diciembre de 2018 se lanzó un Nendoroid, una marca de figuras fabricadas por Good Smile Company que generalmente presenta caras y partes del cuerpo intercambiables. Otras figuras de Kotobukiya y SH Figuarts se publicaron a fines de 2018.

### Premios y nominaciones
En los Newtype Anime Awards 2017-2018, Zero Two ganó el primer lugar como Mejor personaje femenino. Eric Van Allen de Kotaku describe a Zero Two como «una protagonista tan grande como Hiro» y considera el arco de su personaje como «una de las mejores partes del programa». Kyle Rogacion de Goomba Stomp expresa que ella es «fácilmente uno de los mejores aspectos de Franxx». Skyler Allen señala que la naturaleza enérgica de Zero Two «le permite robar prácticamente todas las escenas en las que se encuentra». Tokyo Otaku Mode News clasificó a Zero Two dos veces como el mejor personaje de invierno de 2018 en encuestas masculinas y femeninas.
| Año  | Premio                | Categoría                  | Resultado   |
| ---- | --------------------- | -------------------------- | ----------- |
| 2019 | Premios Newtype Anime | Mejor personaje (femenino) | Subcampeona |